# Liste der Baudenkmäler in Dellwig (Essen)
Die Liste der Baudenkmäler in Dellwig (Essen) enthält die denkmalgeschützten Bauwerke auf dem Gebiet von Essen-Dellwig, Stadtbezirk IV, in Nordrhein-Westfalen (Stand: Oktober 2018). Diese Baudenkmäler sind in der Denkmalliste der Stadt Essen eingetragen; Grundlage für die Aufnahme ist das Denkmalschutzgesetz Nordrhein-Westfalen (DSchG NRW).

| Bild               | Bezeichnung        | Lage                              | Beschreibung | Bauzeit              | Eingetragen seit | Denkmal- nummer |
| ------------------ | ------------------ | --------------------------------- | --- | -------------------- | ---------------- | --------------- |
| Seilscheibe        | Seilscheibe        | Kraienbruch / Langhölterweg Karte | Stammt vom Fördergerüst des Schachtes Marie der Zeche Vereinigte Helene & Amalie, aus den Jahren 1904/1906.                       | 1904–1906            | 10. März 1994    | 801             |
| Kirche St. Michael | Kirche St. Michael | Kraienbruch 63 Karte              | neugotisch, geweiht am 29. Juni 1911, Konsekration 27. Juli 1912, nach Kriegsschäden bis 1955 wiederaufgebaut                     | 1909–1911            | 9. August 1990   | 562             |
| Schule             | Schule             | Kraienbruch 79/81 Karte           | Gebäude der Kraienbruch-Grundschule                                                                                               | Ende 19. Jahrhundert | 9. August 1990   | 563             |
| Wohnhaus           | Wohnhaus           | Levinstraße 161 Karte             | 1907 gegenüber dem Kasino-Eingang der Zeche Christian Levin errichtet, beherbergte bis November 2019 die Gaststätte "Zeche Levin" | 1907                 | 9. August 1990   | 564             |
| weitere Bilder     | Gnadenkirche       | Pfarrstraße/bei HNr. 10 Karte     | 1894 erbaut, 1929 Ostturm und Seitenschiff angebaut, 1948 nach Kriegsschäden wiedergeweiht                                        | 1894–1929            | 10. März 1994    | 802             |